# Natte bijproducten
Onder natte bijproducten worden bijproducten van de voedings- en genotmiddelenindustrie verstaan die gebruikt worden in de veeteelt.
Deze producten hebben een laag drogestofgehalte (ds) en zijn daardoor beperkt houdbaar. In het algemeen wordt een drogestofgehalte van minder dan 50% aangehouden om als nat bijproduct te worden aangemerkt. De grens tussen ruwvoer en natte bijproducten is echter arbitrair.
Tot de natte bijproducten worden onder meer gerekend:
- Perspulp, een bijproduct van suikerfabrieken (ds = 24%)
- Bierbostel, een bijproduct van bierbrouwerijen (ds = 22%)
- Aardappelstoomschillen, een bijproduct van de aardappelverwerkende industrie (ds = 14%)
- Aardappelsnippers, een bijproduct van de aardappelverwerkende industrie (ds = 42%)
- Aardappelpersvezels, een bijproduct van de aardappelmeelindustrie (ds = 16%)
- Maisgluten (amygold), een bijproduct van de maiszetmeelindustrie (ds = 42%)

Ook afvallen van voedingsmiddelen, zoals voedselresten en uitval van sorteerinrichtingen, zoals bij aardappelen en uien, wordt tot de natte bijproducten gerekend.
De natte bijproducten worden deels gevoerd aan rundvee, en deels aan varkens, zoals door middel van brijvoer. Vroeger kregen de varkens hun brijvoer toegediend in een trog. Tegenwoordig kent men brijvoerinstallaties.